# Ludiortyx hoffmanni
Ludiortyx hoffmanni — викопний вид птахів, що існував у еоцені. Скам'янілі рештки знайдені у відкладеннях формування Монмартр у Парижі у Франції. Систематичне положення виду дискусійне: його відносять або до пастушкових (Rallidae) з ряду журавлеподібні, або до вимерлої родини Quercymegapodiidae з ряду куроподібні.

## Синоніми
- Tringa hoffmanni Gervais, 1852
- Palaeortyx hoffmanni (Gervais, 1852)
- Palaeortyx blanchardi Milne-Edwards, 1869
- Ludiortyx blanchardi (Milne-Edwards, 1869)
- Eortyx hoffmanni (Gervais, 1852)